# Capitaine Plouf
 (juillet 2014).
Si vous disposez d'ouvrages ou d'articles de référence ou si vous connaissez des sites web de qualité traitant du thème abordé ici, merci de compléter l'article en donnant les références utiles à sa vérifiabilité et en les liant à la section « Notes et références ».
Capitaine Plouf est série télévisée québécoise pour enfants de 3 à 5 ans en 65 épisodes de 25 minutes diffusée à partir du 3 janvier 2001 sur VRAK.TV.

## Distribution
- Frédéric Desager : Capitaine Plouf
- Mélanie Laberge : Rafale
- Lucie Beauvais : Zéfir

## Fiche technique
- Scénaristes : Félicia Cavalieri, José Fréchette, Josée Plourde, Manon Berthelet, Marielle Ferragne, Muguette Berthelet, Sophie Lepage, Sylvain Laforêt
- Réalisateurs : Claude C. Blanchard et Johane Loranger
- Producteur : André Lauzon
- Société de production : Zone 3